# Harald Heinke
Harald Heinke (15 de mayo de 1955) es un deportista de la RDA que compitió en judo.
Participó en los Juegos Olímpicos de Moscú 1980, obteniendo una medalla de bronce en la categoría de –78 kg. Ganó una medalla en el Campeonato Mundial de Judo de 1979, y cuatro medallas en el Campeonato Europeo de Judo entre los años 1977 y 1980.

## Palmarés internacional
| Juegos Olímpicos   | Juegos Olímpicos     | Juegos Olímpicos  | Juegos Olímpicos |
| Año                | Lugar                | Medalla           | Categoría        |
| ------------------ | -------------------- | ----------------- | ---------------- |
| 1980               | Moscú ( URSS)        | Medalla de bronce | –78 kg           |
| Campeonato Mundial |                      |                   |                  |
| Año                | Lugar                | Medalla           | Categoría        |
| 1979               | París (Francia)      | Medalla de bronce | –78 kg           |
| Campeonato Europeo |                      |                   |                  |
| Año                | Lugar                | Medalla           | Categoría        |
| 1977               | Ludwigshafen (RFA)   | Medalla de plata  | –78 kg           |
| 1978               | Helsinki (Finlandia) | Medalla de oro    | –78 kg           |
| 1979               | Bruselas (Bélgica)   | Medalla de oro    | –78 kg           |
| 1980               | Viena (Austria)      | Medalla de plata  | –78 kg           |